# Coelomera liturata
Coelomera liturata là một loài bọ cánh cứng trong họ Chrysomelidae. Loài này được Suffrian miêu tả khoa học năm 1876.